# Stadion Republikański im. Wazgena Sarkisjana
Stadion Republikański im. Wazgena Sarkisjana (orm. Վազգեն Սարգսյանի անվան Հանրապետական մարզադաշտ, ang. Vazgen Sargsyan Republican Stadium) – wielofunkcyjny stadion w stolicy Armenii, Erywaniu. Rozgrywa na nim mecze reprezentacja Armenii w piłce nożnej.

## Historia
Stadion powstał w 1935. Położony we wschodniej części śródmieścia Erywania, stał się główną w regionie areną piłkarską i lekkoatletyczną. Od 1953 powiększone trybuny miały wysokość 18 rzędów i aż do zamontowania krzesełek w latach 90. obiekt mieścił ponad 20 tysięcy widzów.
W 1999 stadion otrzymał imię Wazgena Sarkisjana, premiera Armenii zabitego przez terrorystów w czasie ataku na parlament w Erywaniu.
Po dużej modernizacji od 2008 służy jako arena meczów międzynarodowych, zastąpiwszy w tej roli stadion Hrazdan.